# Лефорт, Пётр Петрович
Барон Пётр Петрович Лефорт (1719—1796) — русский придворный деятель и дипломат; генерал-майор, камергер и обер-церемониймейстер двора Елизаветы Петровны из рода Лефорт.

## Биография
Родился 4 сентября 1719 года[по какому календарю?]; сын генерал-поручика и кавалера ордена Святого Александра Невского П. Б. Лефорта (1676—1754); внучатый племянник  Ф. Я. Лефорта (1655—1699)
В российской службе — из генерал-майоров саксонской службы, камергером при дворе императрицы Елизаветы Петровны. В 1758 году пожалован в Обер-церемониймейстеры.
С 1760 года — организатор и первый генерал-директор Государственной лотереи при Правительствующем сенате с казённой пользой для содержания отставных и раненых обер и унтер-офицеров и рядовых. 3 февраля 1760 года был пожалован орденом Святой Анны 1-й степени.
С 25 декабря 1761 года входил в состав «Печальной комиссии», занимавшейся вопросами похорон императорских особ; в состав комиссии помимо Лефорта входили так же — генерал-фельдмаршал князь Н. Ю. Трубецкой, обер-гофмейстер граф М. К. Скавронский, гофмейстер князь Б. А. Куракин, граф Ф. Санти, действительный тайный советник Д. П. Лобков, полковник А. П. Квашнин-Самарин и коллежский советник Ф. Голубцов.
Участник Дворцового переворота 1762 года; 30 сентября 1762 года императрицей Екатериной II был назначен вторым послом в Пекин.
С 1749 года был женат; супруга — Мария Анна Каролина (28 июля 1731 — ?), дочь рейхсграфа Самуэля фон Шметтау (1684—1751).